# Перућачко језеро
Перућачко језеро је вештачко језеро удаљено око 2,4 км од истоименог места Перућац, општина Бајина Башта. Својим географским положајем језеро Перућац налази се на подручју општине Бајина Башта, Република Србија и општина Сребреница, Република Српска, БиХ. Језеро се налази у природном завоју кањона реке Дрине између Бајине Баште и Вишеграда, и обавија планину Тару на којој се налази Национални парк Тара. Ово подрињско језеро налази се на 290 метара надморске висине и окружено је планинама Јавор, Деветак, Звијезда и Тара.
Језеро је настало 60-их година, преграђивањем тока реке Дрине, за потребе изградње хидроелектране „Бајина Башта”. Укупна површина језера износи 12,5 km² са запремином од 345 x 106 m³ воде. Просечна дубина језера је 60 метара, а најдубља тачка језера досеже и до 100 метара. Највећи део језера налази се у кањону реке Дрине који почиње 7 км од бране хидроелектране „Бајина Башта”. Најдужи, односно кањонски део језера окружује изразито стрма обала оивичена стрмим каменим литицама и каменим блоковима који вертикално пониру у воду. Због стрмине обале, дубина језера на само пар метара од саме обале достиже просечну дубину од 3 до 8 метара.

## Историја
Ово вештачко језеро настало је у време СФРЈ, након завршетка изградње бране за потребе хидроелектране „Бајина Башта“. Језеро је добило име по насељу Перућац, општина Бајина Башта, Златиборски округ, Република Србија. У Перућцу, у непосредној близини језера се налази средњовјековна некропола стећака „Мраморје”, која је под заштитом Републике Србије, као споменик културе од изузетног значаја као и познато одмаралиште на реци Врело.
Акумулација језера почела је 30.10.1966. године а успешно је завршена са изградњом поменуте хидроелектране и њеног пуштања у рад 27.11.1966. године. Перућачко језеро jе акумулационо језеро, које се водом снабдева из реке Дрине, површине око 12,5 km² при коти нормалног успора, укупне запремине 345 x 106 m³ воде, а дубине до 60 метара. Дужина акумулационог базена при максималном успору  износи 55 км, најмања ширина је око 150 метара, а највећа ширина око 1000 метара. Средина језера представља границу између Републике Српске, БиХ и Републике Србије.

## Туризам
Туристички потенцијал језера Перућац огледа се у могућношћу потенцијалних посетилаца да на овом месту задовоље своје основне туристичке потребе. Туристичка сезона на овом језеру траје од јуна до августа. На самој обали језера, налази се хотел ниже категорије а у његовој близини неколико бунгалова, намењених туристичкој сврси. На обали језера, у подножју хотела и бунгалова, налази се монтажна, понтонска, плажа коју посетиоци користе током летње сезоне. Понтонска плажа се састоји из два дела: дела са четири базена, намењена деци и већег дела са уласком у језеро намењеног одраслим особама. Осим понтонске плаже, дуж обале језера налази се неколико монтажних објеката (сплавова), намењених пружању угоститељских услуга али и приватног смештаја. У време бивше Југославије, мали бродићи су редовно саобраћали језером од обале језера до Вишеграда. Та пракса, задржана је и до данас. Посетиоци могу крстарити бродићем, који полази са обале језера и кроз кањон реке Дрине долази до Вишеграда, где прави краћу паузу крај Вишеградске ћуприје (25 км Дрином). Недалеко од језера, поред Националног парка Тара, налазе се Мокра Гора (50 км), Шарганска осмица (50 км) и манастир Рача (12 км).
Језеро је погодно за риболов и купање. Сваке године се одржава светско првенство у лову на младицу. Победници улове примерке и до 5 кг.
Већ неколико година крајем месеца јула одржава се Дринска регата од бране у Перућцу до Рогачице (25 км). Број учесника се из године у годину повећава, па је 2010 достигао цифру десет хиљада учесника. Дринска регата представља једну од највећих манифестација на води у земљи и главни је сегмент туристичке понуде овог краја. На овом језеру, 2015. године затворен је први интернационални фестивал кратког играног филма, познатији као Башта Фест који се одржава у Бајиној Башти.

## Екосистем
Перућачко језеро је станиште младице, мрене, клена, плотице, шарана, скобаља, сома и лињка. На четвртом километру од бране хидроелектране „Бајина Башта” почиње Национални парк Тара, на страни језера које се налази у Републици Србији.